# جوزيف نسيم يوسف
جوزيف نسيم يوسف (1925- 1993م) هو مؤرخ مصري متخصص في تاريخ العصور الوسطي.

## حياته
ولد في الإسكندرية في يوم 9 مارس عام 1925م، وتدرج في مراحل التعلیم إلى أن حصل على اللیسانس من قسم التاریخ بكلیة الآداب جامعة الإسكندرية ثم الماجستير والدكتوراه وكان أستاذه عزيز سوريال عطية أستاذ تاریخ العصور الوسطى بجامعة الإسكندرية.
وقد تدرج جوزیف نسیم یوسف في السلك الجامعي إلى أن صار أستاذا لتاریخ العصور الوسطى بالجامعة المذكورة وأشرف على عشرات من رسائل الماجستیر والدكتوراه خاصة في مجال تاریخ الحروب الصلیبیة، خاصة عن مدن ومواقع في بلاد الشام مثل قيسارية وجبيل وحصن الأكراد وغیرها.

## المؤلفات العلمية
- لویس التاسع في الشرق الأوسط قضیة فلسطین في عصر الحروب الصلیبیة، ط القاهرة 1959م.[2]:195
- هزیمة لویس التاسع على ضفاف النیل، ط القاهرة 1960م
- العرب والروم واللاتین في الحرب الصلیبیة الأولى، ط الإسكندرية 1967م
- الوحدة وحركات الیقظة العربیة إبان العدوان الصلیبي، ط الإسكندرية 1967م
- العدوان الصلیبي على بلاد الشام، ط الإسكندرية 1971م
- دراسات في تاریخ العلاقات بین الشرق والغرب في العصور الوسطى، ط الإسكندرية 1983م
- تاریخ العصور الوسطى الأوربیة وحضارتها، ط الإسكندرية
- دراسات في تاریخ العصور الوسطى ط الإسكندرية 1988م
- تاریخ الإمبراطوریة البیزنطیة، ط الإسكندرية ب – ت
- في تاریخ الحركة الصلیبیة، ط الإسكندرية 1989م
- ورثة الإمبراطوریة الرومانیة (الغرب الرومانى العالم الإسلامى – الدول البیزنطیة)، ط الإسكندرية 2002م.[2]:265-277

## البحوث والمقالات
- «الدافع الشخصى في قیام الحركة الصلیبیة»، مجلة كلیة الآداب – جامعة الإسكندرية، العدد (16 (عام 1963م
- «دراسة في وثائق العصرین الفاطمى والأیوبى المحفوظة بمكتبة دیر سانت كاترین في سیناء»، مجلة كلیة الآداب – جامعة الإسكندرية العدد (18 (عام 1965م
- «العدوان الغربى الإستعمارى على العالم العربى قدیما وحدیثا ً ً»- قاسم مشترك أعظم، مجلة العهد الجدید، العدد (1154)
- «الصهیونیة في فلسطین إمتداد طبیعى للإستعمار الصلیبى» مجلة العهد الجدید، العدد (1145 (مایو 1967
- «العدوان الصلیبى والرأى العام الغربى»، المحاضرات العامة لجامعة الإسكندرية العالم الجامعى 1967/1968
- «دراسات في المحفوظات العربیة بدیر القدیسة كاترینا في سیناء»، مجلة كلیة الآداب، جامعة الإسكندرية، العدد (22 (عام 1969م
- "بستان الرهبان عرض وتحلیل لنسخة الخطیة العربیة غیر المنشورة المحفوظة "بمكتبة دیر سیناء" – مجلة كلیة الآداب – جامعة الإسكندرية عام 1971م.
- «علاقات مصر بالممالك التجاریة والإیطالیة في ضوء وثائق صبح الأعشى» ضمن كتاب أبو العباس القلقشندى وكتابه صحیح الأعشى. ط، القاهرة 1973م
- «الفردوس العقلى عرض مقارن لنسخة الخطیة العربیة غیر المنشورة المحفوظة بدیر سیناء» مجلة كلیة الآداب – جامعة الإسكندرية العدد (24 (1973م
- «مجتمع الإسكندرية في العصر المسیحى (حوالى 48 -643م)»، ضمن كتاب مجتمع الإسكندرية عبر العصور، كلیة الآداب – جامعة الإسكندرية عام 1975م
- «سیناء كنوزها وآثارها التاریخیة في العصور الوسطى،» المؤرخ العربى بغداد 1977م
- «نهایة العصور الأوربیة والنظریات التي قامت حولها»، المؤرخ العربى العدد 6 (بغداد 1978م)
- العصور الوسطى الأوربیة حدودها الزمنیة والنظریات التي قامت حول بدایتها" دراسات أثریة، مطبوعات جمعیة الآثار بالإسكندرية عام 1979م.[3]
- «أنشودة رولان قیمتها التاریخیة وما أثیر حولها من جدل ونقاش،» ندوة التاریخ الإسلامى والوسیط جامعة عین شمس م (١ (عام ١٩٨٢م
- «معركة حطین خلقیاتها ودلالاتها»، عالم الفكر م (٢٠ (العدد الأول – إبریل – مایو – یونیة – الكویت ١٩٨٩م

## الترجمة
- كولتـــون، عــــالم العــــصور الوســـطى فـــى الــــنظم والحـــضارة، ط الإسكندرية ١٩٦٤م
- هارتمــــان وبــــاراكلاف، الدولـــــة والإمبراطوریــــة فــــى العـــــصور الوســــطى، ط الإسكندرية ١٩٦٦م.

## المقالات
- عزیـز سـوریال عطیـة، أحـد مـصنفي الموسـوعات الـسكندریین فـى القـرن الرابـع عشر المیلادى (القرن الثـامن الهجـرى)، دراسـة نقدیـة تحلیلیـة لكتـاب الإلمـام للنــویرى الــسكندرى، ضــمن كتــاب تــاریخ العلاقــات بــین الــشرق والغــرب فــى العصور الوسطى، ط الإسكندرية ١٩٨٣م
- یاروســلاف ســـیزار- وجوزیــف فـــوزار، نقــاط التلاقــى والــصراع بـــین أوروبـــا العــصور الوســطى والــشرق (القــرن ١٠-١٥،(عــالم الفكــر، العــدد الأول، إبریل مایو) – یونیو ١٩٧٩م